# Yoshinogari
Yoshinogari (吉野ヶ里町?) è una cittadina giapponese della prefettura di Saga.